# Гренобль (аеропорт)
Аеропорт Гренобль, також Аеропорт Альпи-Ізер (фр. de l'Aéroport de Grenoble, (IATA: GNB, ICAO: LFLS)) — міжнародний аеропорт, що обслуговує Гренобль, який знаходиться за 2,5 км на NNW від Сент-Етьєнн-де-Сен-Жуар та за 40 км WN захід від Гренобля, департамент Ізер, Франція. Аеропорт обслуговував 456 062 пасажирів в 2009 році, і здебільшого обслуговує зимові гірськолижні куроти.
Раніше відомий як аеропорт Гренобль-Сен-Жуар на зимових Олімпійських іграх 1968 року, назва «Ізер» належить до департаменту Ізер. В аеропорту також розташований кампус Національної школи цивільної авіації.
На аеродромі розташований кампус ENAC (університет цивільної авіації Франції).

## Авіалінії та напрямки, лютий 2020
| Авіакомпанія          | Пункт призначення                                                                                |
| --------------------- | ------------------------------------------------------------------------------------------------ |
| Aurigny               | Сезонний: Гернсі                                                                                 |
| British Airways       | Сезонний: Лондон-Гатвік, Лондон-Хітроу                                                           |
| easyJet               | Сезонний: Бристоль, Единбург, Ліверпуль, Лондон-Гатвік, Лондон-Лутон, Лондон-Станстед            |
| Jet2.com              | Сезонний: Бірмінгем, Східний Мідландс Глазго, Лідс-Бредфорд, Лондон-Станстед, Манчестер, Ньюкасл |
| Norwegian Air Shuttle | Сезонний: Гетеборг, Стокгольм-Арланда                                                            |
| Ryanair               | Сезонний: Бристоль, Дублін, Лондон-Станстед, Порту (з 30 березня 2020)                           |
| Transavia             | Сезонний: Роттердам                                                                              |
| Wizz Air              | Сезонний: Лондон-Лутон, Варшава-Шопен                                                            |